# Ole Vig

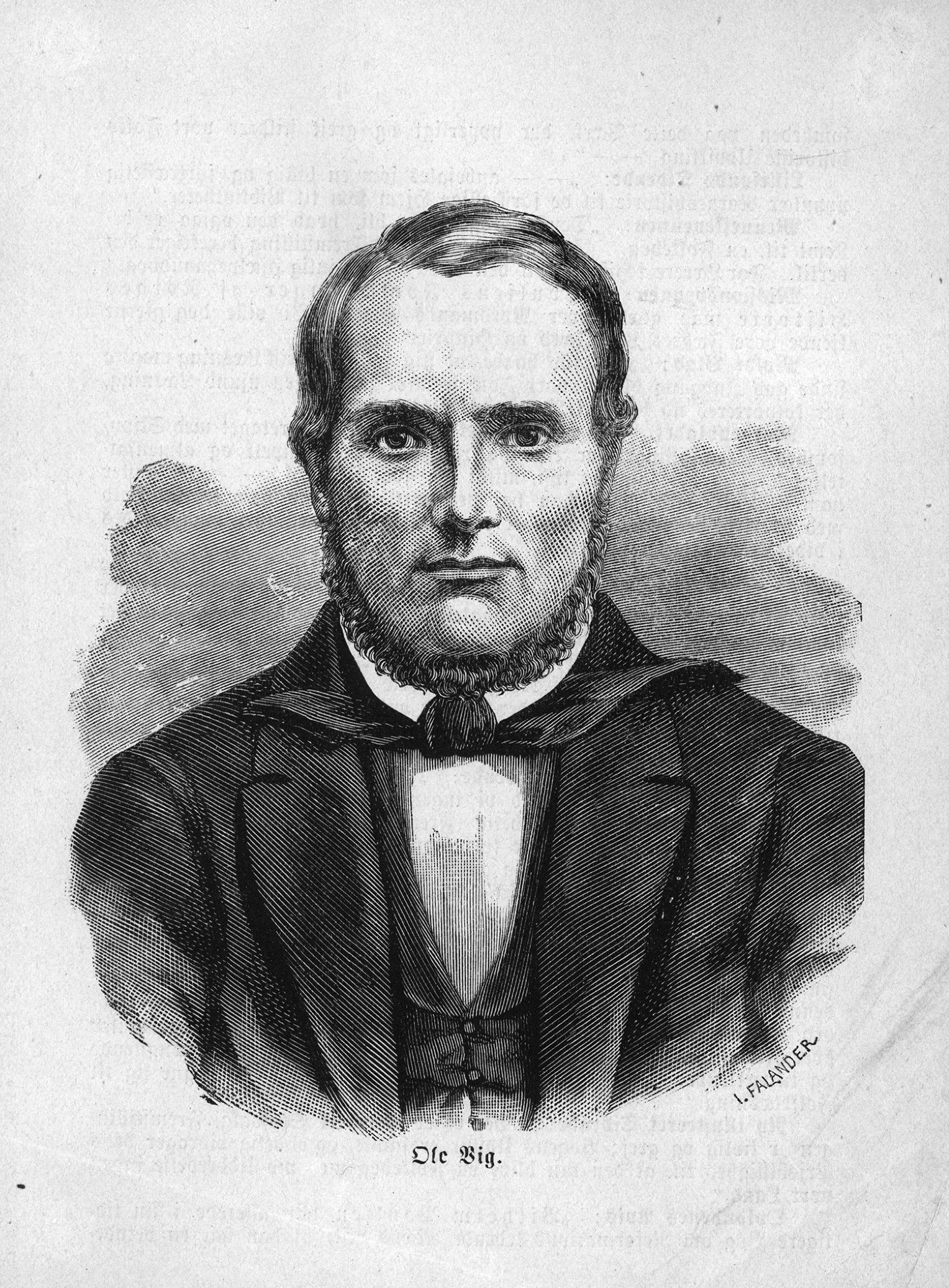
Ole Vig. Xylografisk porträtt av Ida Falander i Ny illustrerad tidning.

Ole Vig, född den 6 februari 1824 i Værnes socken, död den 19 december 1857 i Kristiania, var en norsk författare.
Vig gick någon tid på Klæbo seminarium och hade sedan anställning som lärare, sist i Kristiania. Hans namn är nära förbundet med tidskriften "Folkevennen", utgiven av Sällskapet för folkupplysningens främjande. Till dess första årgång lämnade han en mängd bidrag, och sedan 1852 var han dess redaktör. Hans Sange og Rim for det norske Folk (1854), med ett tillägg av Hartvig Lassen, fick mycket stor spridning, och av hans poetiska Norske Bondeblomster (1851) har flera sånger blivit verkligt populära. Både i religiös och litterär riktning var Vig starkt påverkad av Grundtvig. Han samarbetade med Knud Knudsen i kampen för ett norskt skriftspråk, skilt från danskan. Ett urval av Vigs skrifter utkom 1859. Viktor Rydberg har översatt Vigs dikt "Vaknen" till svenska. Vig själv översatte Lars Linderots sånger och predikningar.